# ونايي (مقاطعة إسلام آباد غرب)
ونايي (بالفارسية: ونایی) هي قرية تقع في قسم حومة الجنوبي الريفي (مقاطعة إسلام آباد غرب) في إيران. يقدر عدد سكانها بـ 692 نسمة .